# Boudewijn Koole
Boudewijn Koole (1965) is een Nederlands filmregisseur, scenarioschrijver en filmproducent.

## Biografie
Boudewijn Koole studeerde aan de Technische Universiteit Delft waar hij in 1991 een MSc "Industrial Design" behaalde. Hij begon in 1996 met het maken van korte jeugddocumentaires voor het televisieprogramma Villa Achterwerk van de VPRO. In 2007 maakte hij zijn eerste speelfilm, de televisiefilm Trage liefde die werd genomineerd voor een "Gouden Kalf voor beste televisiedrama". Zijn jeugdfilm Kauwboy uit 2012 behaalde een aantal grote prijzen op internationale festivals. Deze film werd ook geselecteerd als Nederlandse inzending voor de beste niet-Engelstalige film voor de 85ste Oscaruitreiking maar werd niet genomineerd. De volgende speelfilm Beyond Sleep uit 2016 werd zeven maal genomineerd voor een Gouden Kalf en won drie prijzen waaronder die voor beste regie.
Koole richtte in 2006 samen met Iris Lammertsma het filmproductiebedrijf Witfilm op, dat zich focust op documentaires en art house-films, zowel nationaal als internationaal.

## Filmografie
- 2024: Hokwerda's kind
- 2017: Verdwijnen
- 2016: Beyond Sleep
- 2013: Off Ground (korte film)
- 2012: Kauwboy
- 2009: Maité was hier
- 2007: Trage liefde
- 2004: Zooey (documentaire)
- 2002: Waan (documentaire)

## Prijzen en nominaties
De belangrijkste:
| Jaar | Prijs       | Categorie   | Film         | Uitslag  |
| ---- | ----------- | ----------- | ------------ | -------- |
| 2016 | Gouden Kalf | Beste regie | Beyond Sleep | Gewonnen |